# Conifaber parvus
Conifaber parvus är en spindelart som beskrevs av Brent D. Opell 1982. Conifaber parvus ingår i släktet Conifaber och familjen krusnätsspindlar.
Artens utbredningsområde är Colombia. Inga underarter finns listade i Catalogue of Life.